# Sanctuary (Robert Reed)
Sanctuary is een reeks muziekalbums van Robert Reed.

## Algemeen
Robert Reed is vooral actief binnen de progressieve rock mat muziekgroepen als Cyan en Magenta. Wat hij daar niet kwijt kan is zijn sterke voorliefde voor de muziek van Mike Oldfield en dan met name die van Tubular Bells en Ommadawn. In 2015 kwam een eerste album uit onder de titel Sanctuary (heiligdom). Bij dat album werkten al Tom Newman en Simon Heyworth mee, ooit muziekproducenten van Oldfield.

## Sanctuary I
De eerste in de reeks, die pas later I als toevoeging kreeg werd uitgebracht in 2015. De invloed van Oldfield is niet te missen in de combinatie orkestrale progressieve rock en folk.  Robert Reed speelde alle muziekinstrumenten behalve Angharad Brinn (zang), Synergy Vocals (koor), Tom Newman (bodhran); opnamen vonden plaats in 2013
- tracks cd: Sanctuary part one (20:44), Sanctuary part 2 (18:12)
- extra dvd metpromo's en 5.1 surround mix etc.

## Sanctuary II
Deel twee kwam het jaar daarop uit. Hier dook ineens drummer Simon Phillips, die wel met Oldfield werkte en speelde. Robert Reed speelde alle muziekinstrumenten behalve Angharad Brinn (zang), Synergy Vocals (koor), Tom Newman (bodhran), Les Penning (blokfluit) en genoemde Simon Phillips. 
- tracks cd1: Sanctuary II part 1 (19:16); Sanctuary II, part 2 (20:02)
- tracks cd2: nog niet eerder uitgebracht materiaal en alternatieve versies.

Ten tijde van dit album van Oldfield zelf bezig met Return to Ommadawn.

## Sanctuary Live
Na twee album wilde Reed wel weten hoe een en ander live gespeeld kon worden. Daartoe werd een opstelling gemaakt in de Real World Studios van Peter Gabriel, waar op 8 oktober 2016 grote delen van beide albums werden gespeeld. Circa vijftig personen woonden de opnamen bij. Dat lukte niet met Reed in zijn eentje; bevriende musici werd gevraagd hun steentje bij te dragen. Zo begon een tiental musici aan twee optredens in de studio (middag en avond). Tubular Bells en dus ook Sanctuary staan bekend om de complexe nummers waarbij laag over laag werd gemonteerd. Bij de live-uitvoering moesten al die partijen verdeeld worden over de musici. Zo waren er drie gitaristen nodig om alles te spelen en een koortje om de vocalisezang vast te leggen.  Robert Reed speelde al het instrumentarium behalve Chris Fry, Martin Shellard (gitaar), Dan Nelson (basgitaar), Jonathan Griffiths (drumstel, percussie), Tim Lewis (toetsinstrumenten, vocoder), Nigel Hopkins (piano, Fender Rhodes), Simon Brittlebank (pauken, marimba, vibrafoon, glockenspiel, buisklokken), Angharad Brinn  (solozang), en Christina Booth, Fran Murphy, Lorraine King, Ffion Wilkins (koorzang). 
- Tracks: 1:Sanctuary I-part one (21:35), 2: Sanctuary I-part two (excerpt, 4:12), 3: Sanctuary II-part one (19:54), 4: Sanctuary II-part two (20:57), 5: Willow’s song (6:02)

## Sanctuary III
Opnamen vaan deel III vonden grotendeels plaats in de Big Studio in zuid Wales, maar ook werden delen elders vastgelegd. Reed zag zelf vooruitgang in de albums, parallel aan de albums van Oldfield. Toch werd geconstateerd dat de muziek die Reed voor andere bands (Cyan, Magenta) langzaam doordruppelde in zijn Sanctuary-albums. 
Robert Reed bespeelde alle muziekinstrumenten behalve Simon Phillips (drumstel), Angharad Brinn (zang), Synergy Vocals (Micaele Haslam, Joanna Forbes l’Estrange, Heather Cairncross) (koorzang), Tom Newman (bodhrán), Les Penning (spreekstem, werkte eveneens samen met Oldfield), Shan Cothi  (operazangstem), Gethin Liddington (trompet), Troy Donockley (uilleann pipes en whistles).Het werd uitgebracht als dubbelalbum:
- cd1: 1: Sanctuary III, part one (21:13), 2: Sanctuary III, part two (20:48)
- cd2: 1: The moonsingers suite (21:52), 2: Troy’s lament (3:14), 3: Perpetual motion (3:41), 4: El Paso (3:03), 5: Moonsinger rising (2:17), 6: Sanctuary III, part one remix Tom Newman (21:28), 7: Sanctuary III, part two remix Tom Newman (20:39).

## Sanctuary covered
In de reeks werd in het najaar van 2024 Sanctuary covered uitgegeven. Voor Covered speelt Reed een aantal covers van muziek uit die jaren en grijpt daarbij bijvoorbeeld terug op de orkestrator van de orkestrale Tubular Bells componist David Bedford. Hij deed dat al eerder in zijn Variations on themes by David Bedford (2017). Robert Reed bespeelt alle muziekinstrumenten behalve Tom Newman, Les Penning (ongenoemde credits), Angharad Brinn (zang, track 2, 9, 11, 13) en Terry Oldfield (broer van Mike Oldfield) .  
Tracks: 1: Dance of the Daoine Sidhe (Newman, 3:43), 2: Nurses songs with elephants (Bedford, 3:33), 3: Chi Mai (Ennio Morricone uit Maddalena, 3:38), 4: Telstar (Joe Meek, 3:38), 5: Theme from The witchfinder general (Paul Ferris, 2:52), 6: Oh hush thee, my dove (traditional uit film Little Brown Bird, 4:06), 7: A minor tune from Tubular Bells (Oldfield, 2:27), 8: King Aeolus (Bedford, 4:49), 9: Rio Grande ( Bedford, 4:51), 10: Mathematician’s air display (Pekka Pohjola, 5:36, 11: Scarborough Fair (traditional, 3:31), 12: Theme from Dr. Who (Ron Grainer, 2:30), 13: Willow’s song (Paul Giovanni, 5:52).

## Sanctuary IV
In 2025 kwam Sanctuary IV uit. Alhoewel Progwereld constateerde dat Reeds versie van Oldfields muziek nog steeds ongeëvenaard is, begint het in tegenstelling tot eerdere albums in de reeks toch te morrelen. Men hoopt dat Reed zich ging verdiepen in de andere albums uit Oldfields reeks; de nadruk op Crises. Robert Reed bespeelt opnieuw alle instrumenten behalve het drumstel dat hij overlaat aan Simon Phillips. Newman en Penning gaven opnieuw hun medewerking. 
- tracks cd: 1: The eternal search (20:26), 2: Truth (19:54), 3: Sanctuary (2:11).

De luxe box (tinkleurig blikje) bevat een orkestsuite met themas’s 1-5.  